# Eugen Wenzel von Wrbna-Freudenthal

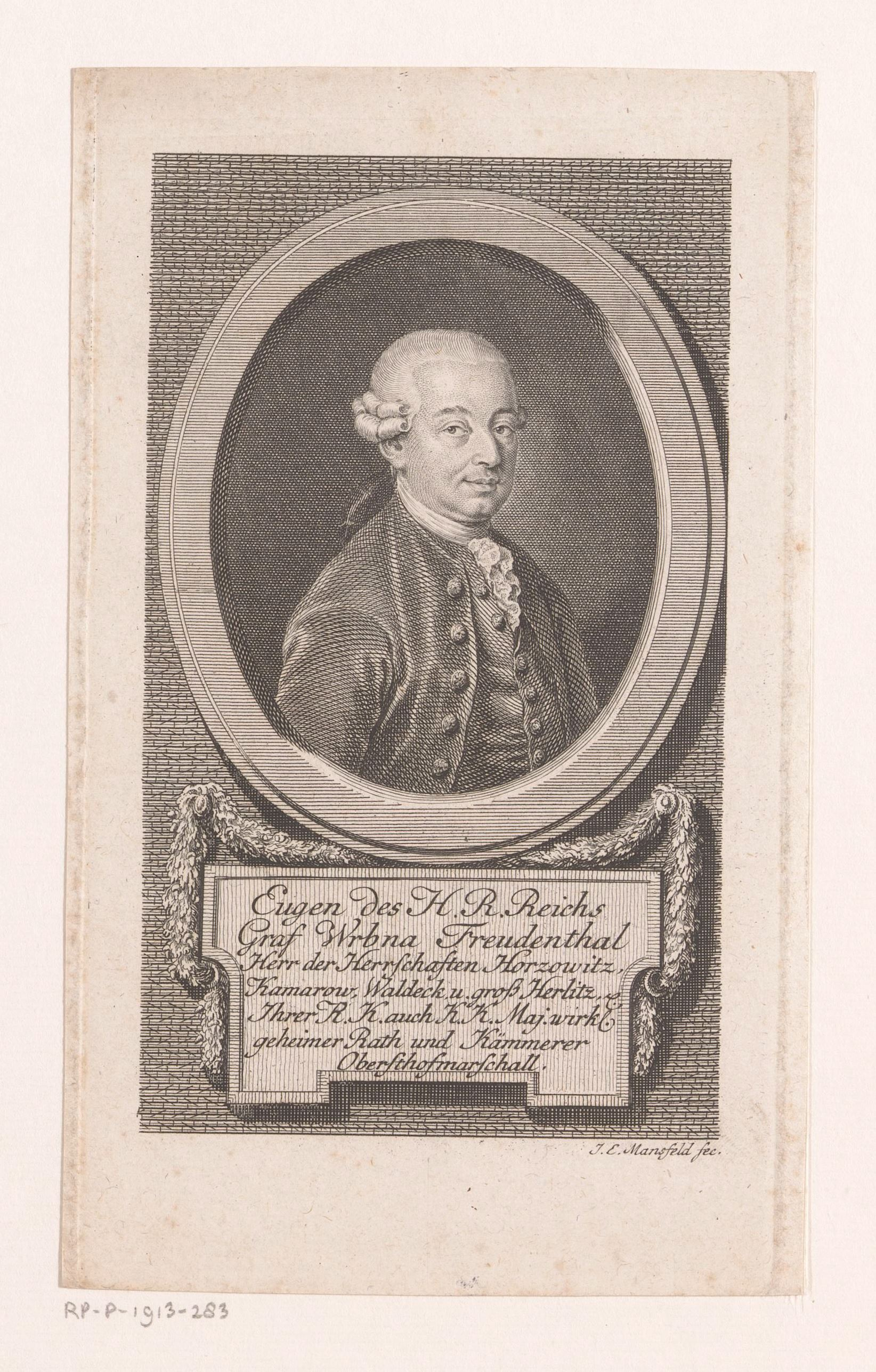
Eugen Wenzel von Wrbna-Freudenthal, porträtiert von Johann Ernst Mansfeld (1739–1796)

Graf Eugen Wenzel von Wrbna-Freudenthal, auch Eugen Wenzel von Würben-Freudenthal (* 3. Juni 1728, anderes Datum 3. Januar 1728 oder 23. Juni 1728 in Prag; † 23. Mai 1789, anderes Datum 24. Mai in Hořovice) war ein Politiker während der Habsburgermonarchie.

## Leben

### Familie
Eugen Wenzel von Wrbna-Freudenthal entstammte dem jüngeren (Hořowitzer) Ast des alten schlesisch-böhmisch-mährischen Adelsgeschlechts und war der einzige Sohn des Grafen Norbert Franz Wenzel von Wrbna-Freudenthal (* 30. April 1680; † 30. April 1729) und dessen Ehefrau Gräfin Aloisia Stephanie (* 26. Dezember 1707; † 20. August 1786), eine Tochter von Graf Wenzel Norbert Octavian Kinsky von Wchinitz und Tetau, Oberstkanzler im Königreich Böhmen, und dessen zweiter Ehefrau Freiin Anna Theresia von Nesselrode und Reichenstein, Halbschwester des aus der ersten Ehe des Vaters mit Franziska Barbara Gräfin von Martinic stammenden Reichsfürsten Stephan Wilhelm Kinsky.
Sein Taufpate war ein Freund seines Vaters, der Hofkriegspräsident Eugen von Savoyen, nach dessen Vornamen er auch benannt wurde.
Nach dem frühen Tod seines Vaters heiratete seine Mutter am 1. Januar 1737 in zweiter Ehe Graf Rudolph Chotek von Chotkow.
Sein Großvater war der böhmische Obersthofkanzler Johann Franz von Würben und Freudenthal (* 1643; † 22. August 1705).
Seit dem 9. Oktober 1754 war Eugen Wenzel von Wrbna-Freudenthal mit der Sternkreuzordens-Dame Gräfin Maria Theresia (* 15. September 1733 in Wien; † 3. Juli 1802 ebenda), eine Tochter von Ladislaus Kollonitz von Kollograd (1705–1780) verheiratet; gemeinsam hatten sie mehrere Kinder. Zu den Kindern gehörten unter anderem der spätere Oberstkämmerer Rudolph von Wrbna und der Rittmeister Ladislaus von Wrbna-Freudenthal (* 5. Juli 1764; † 7. Juni 1793 in Arlon während der Belagerung von Toulon).
Nach dem frühen Tod seines Vaters verwaltete seine Mutter die ererbten Güter und nach seiner Übernahme des Erbes ließ er ein neues Schloss in Hořovice errichten und baute auch das alte Schloss um.
Er war Herr der Herrschaften Hořovice, Komárov, Waldek und Grossherlitz.

### Werdegang
Eugen Wenzel von Wrbna-Freudenthal wurde durch Hauslehrer erzogen, bevor er sich im Alter von achtzehn Jahren am 13. Februar 1746 an der Universität Leipzig immatrikulierte; während des Studiums nahm er zeitgleich auch Musikunterricht bei Johann Sebastian Bach.
Nach dem Studium unternahm er eine Grand Tour, auf der er an die Höfe nach Frankreich, Italien sowie Spanien reiste und ihre staatlichen und gesellschaftlichen Einrichtungen, aber auch die Literatur und Sitten und Bräuche der Völker studierte und somit seine theoretische Ausbildung praktisch vollenden konnte; hierdurch bereitete er sich auch auf den Eintritt in den Staatsdienst vor.
Nach seiner Rückkehr nach Wien diente er im Büro seines Stiefvaters Rudolph Chotek von Chotkow, der damals Oberster Kanzler war, so wurde er unter anderem 1758 als Kämmerer, Hofrat des Kommerziendirektoriums und der Ministerialbank-Deputation zur Übernahme der kaiserlichen Familienherrschaft Ungarisch-Altenburg durch die Banko-Deputation abgeordnet.
Er erwarb im Juli 1765 die Herrschaft Grossherlitz zurück, die sein Vorfahre Ferdinand Octavian von Wrbna-Freudenthal († 21. Dezember 1695) 1694 an den Zisterzienserstift Wellehrad verkauft hatte, jedoch mit dem Vorbehalt ewigen Wiederkaufs für sich und seine Nachkommen.
1769 schied er aus dem Staatsdienst aus und widmete sich der Verwaltung seiner Ländereien in Böhmen und Schlesien. Später kehrte er nach Wien zurück, wurde dort zum Hofkammer-Vizepräsidenten und 1774 zum galizisch-lodomerischen Hofkanzler ernannt, bis Erzherzogin Maria Theresia die Hofkanzlei am 27. April 1776 wieder aufhob.
Von 1776 bis 1789 war er Obersthofmarschall am kaiserlichen Hof.
Er beschäftigte sich mit verschiedenen Wissenschaften und lud Alchemisten auf das Schloss Hořovice ein, so unter anderem Christoph Bergner (1721–1794).

## Orden und Ehrenauszeichnungen
- Am 1. Dezember 1782, mit Promotion vom 14. November 1782, wurde Eugen Wenzel von Wrbna-Freudenthal durch Kaiser Joseph II. zum Ritter des Ordens vom goldenen Vlies ernannt.

## Mitgliedschaften
- Eugen Wenzel von Wrbna-Freudenthal war Ehrenpräsident der Königlichen böhmischen Gesellschaft der Wissenschaften.[16]